# Defecatio matutina bona tam quam medicina
La frase latina Defecatio matutina bona tam quam medicina (talvolta riportata anche in forme analoghe, come Cacatio matutina est tamquam medicina o seguita dal corollario Defecatio meridiana neque mala neque sana. Defecatio vespertina ducit hominem ad ruinam), traducibile con "la defecazione mattutina (è) benefica quanto una medicina", è un detto che viene spesso attribuito alla Scuola Medica Salernitana, volto a sottolineare gli effetti benefici dell'andare di corpo al mattino, per il sollievo e la disintossicazione dell'organismo.

## Origine
Nonostante la generale attribuzione a questa scuola, il detto (talvolta completato sì da definire l'andar di corpo indifferente a mezzogiorno ma esiziale la sera, come sopra riportato), non compare nel testo della regola sanitaria salernitana (il Flos Medicinae Salerni, in 363 versi), ed è da considerarsi un'aggiunta posteriore, probabilmente di origine goliardica. 
Riguardo alle funzioni corporali, il testo si limita a consigliare:
(Scuola Medica Salernitana, Flos Medicinae Salerni, vv.4-7)